# Milenia Fiedler
Milenia Daria Fiedler (* 20. Dezember 1966 in Łódź) ist eine polnische Filmeditorin und Direktorin der Staatlichen Hochschule für Film, Fernsehen und Theater Łódź.

## Leben
Milenia Fiedler studierte ab 1995 Filmschnitt an der Film- und Fernsehfakultät der Akademie der Musischen Künste (FAMU) in Prag und schloss ihr Studium 1989 ab. 2005 promovierte sie am Lehrstuhl für Regie der Filmhochschule Łódź, 2009 erfolgte ihre Habilitation. Sie lehrte am Lehrstuhl für Filmschnitt an der Fakultät für Film- und Fernsehregie der Filmhochschule Łódź und ist seit 2016 Leiterin des Lehrstuhls.
2020 konnte sie sich bei der Wahl zum Rektor der Łódźer Filmhochschule in der zweiten Runde gegen Michał Staszczak durchsetzen und wurde damit Nachfolgerin von Mariusz Grzegorzek.
Milenia Fiedler wirkte an über 240 Filmen mit und arbeitet dabei u. a. mit Andrzej Wajda, Janusz Majewski, Wojciech Marczewski, Jerzy Stuhr und Janusz Zaorski zusammen. Sie ist Mitglied der Europäischen Filmakademie, der Polnischen Filmakademie sowie des Polnischen Vereins der Filmschneider (Polskie Stowarzyszenie Montażystów).

## Filmografie (Auswahl)
- 2001: Durch Wüste und Wildnis (W pustyni i w puszczy)
- 2001: Weiser
- 2007: Das Massaker von Katyn (Katyń)
- 2009: Der Kalmus (Tatarak)
- 2013: Wałęsa. Der Mann aus Hoffnung (Wałęsa. Człowiek z nadziei)
- 2014: Bürger (Obywatel)
- 2015: Unser letzter Sommer (Letnie przesilenie)
- 2018: Wenn Bäume fallen (Koly padayut dereva)
- 2019: The Pleasure Principle – Geometrie des Todes (Zasada przyjemności)